# Пиццинато, Армандо
Армандо Пиццинато (итал. Armando Pizzinato; 7 октября 1910, Маниаго, Фриули-Венеция-Джулия — 17 апреля 2004, Венеция) — итальянский живописец, работавший в социально-реалистическом направлении. Один из создателей нового фронта искусств. 

## Биография
Армандо Пиццинато был старшим сыном в семье Баттисты Пиццинато и Aндремонды Астольфо. Он начал работать в 15 лет, чтобы помогать своей матери после гибели отца. Он поступил в ученичество к маляру, а позже работал клерком в местном банке. Интерес к живописи и графике был у него с детства, а после покупки книги «Жизнеописания наиболее знаменитых живописцев, ваятелей и зодчих» Джорджо Вазари лишь увеличился. Он был ещё подростком, когда менеджер банка организовал уроки для него с художником Пио Росси. Тогда, в 1930 году, благодаря деньгам, которые он зарабатывал, он сумел поступить в Школу изобразительного искусства в Венеции. Вскоре он познакомился с некоторыми из своих будущих знаменитых современников, таких как Альберто Вьяни, Джулио Туркато, Марио де Луиджи, Ферруччо Бортолуцци (в 1940-х годах), Карло Скарпа, Афро Базальделла и Мирко Базальделла.
В 1933 году он с пятью своими картинами принял участие в выставке «Пяти молодых художников из Венеции» в галерее Il Milione в Милане. В 1936 году он получил стипендию Марангони для посещения Рима. В 1940 году он получил вторую Premio Bergamo на Национальной выставке живописи.
В 1941 году он женится на Заире Кандиани, в браке с которой у него была дочь, Патриция, родившаяся 19 августа 1943 года. Заира была источником вдохновения для многих картин Пиццинато. После смерти Заиры в 1962 году Пиццинато женился на Клэрис Аллергини.
Во время Второй мировой войны Пиццинато был социалистом, членом итальянского движения Сопротивления; он был арестован фашистами и заключён в тюрьму. После войны Пиццинато посвятил свою жизнь искусству. Он присоединился к итальянскому авангардистскому движению, а также участвовал, вместе с Эмилио Ведова и другими, в создании Fronte Nuovo delle Arti («нового фронта искусства»). Это движение организовало свою выставку в рамках Венецианской биеннале в 1948 году. Пегги Гуггенхайм, посетившая эту выставку, купила там картину Primo Maggio кисти Пиццинато, а затем передала её в Нью-Йоркский музей современного искусства, где она выставлена до сих пор. Со своей стороны Пиццинато пожертвовал Пегги Гуггенхайм несколько картин, в том числе Cantieri, до сих пор являющуюся частью Коллекции Пегги Гуггенхайм. С начала 1950-х годов художник также обратился к теме созидательного труда, используя чёткий, резкий рисунок, ясные пространственные планы, острые ракурсы, ритмичное сопоставление широких цветовых плоскостей. Наиболее известные его картины этого периода: «Грузчик» (1953), «Строители» (1961—62). В эти же годы он создал, среди прочих работ, несколько монументальных полотен в соавторстве Эмилио Ведова, вдохновлённых историей итальянского Движения сопротивления. Среди его работ как монументалиста наиболее известны фрески в здании администрации провинции Парма, созданные в 1953—1956 годах.
В 1949 году произведения Пиццинато были включены Альфредом Барром и Джеймсом Траллом Соби в выставку итальянского искусства XX века в Нью-Йоркском музее современного искусства. В 1950 году галерея Катерины Вивиано в Нью-Йорке выставляла произведения Пиццинато в рамках выставки «Пять итальянских художников». В том же году Пиццинато был приглашён на Питсбургскую Международную выставку современной живописи. Картина Un Fantasma percorre l’Europa, которая считается одним из шедевров Пиццинато, датируется 1950 годом (выставлен в Galleria d’Arte Moderna Ca' Pesaro, Венеция).
С 1950 года он сознательно изменил темы своих картин в соответствии с его политическими убеждениями (характерным примером является работа Terra non Guerra, I difensori delle fabbricche, Saldatori)). В 1952 году он принял участие в выставке «нескольких современных итальянских художников» в галерее Крэйна в Манчестере. В том же году он участвовал в Съезде людей за мир в Вене. В 1968 году он организовал большую выставку в Германию, сначала в Neue Galerie Berliner, а затем в Государственных художественных созданиях Дрездена. Работы Пиццинато также являются частью коллекции Верзоччи в пинакотеке Civica di Forlì.